# Амарти, Дэниел
Дэ́ниел Ама́рти (англ. Daniel Amartey; 21 декабря 1994, Гана) — ганский футболист, защитник и опорный полузащитник. Выступает за сборную Ганы.

## Клубная карьера

### «Юргорден»
Амарти начал свою карьеру в клубе второго дивизиона чемпионата Ганы «Интернешнл Эллиес». Он был замечен Магнусом Перссоном во время поездки того по Африке с целью подбора игроков для шведского клуба «Юргорден». Шведы приобрели права на Дэниела, который должен был присоединиться к шведскому клубу как только ему исполнится 18 лет. Чтобы помочь Амарти подготовиться к переезду в 2013 году в Швецию, игрок регулярно приезжал в 2011 и 2012 на краткосрочные тренировочные сборы с молодёжной командой «Юргордена».
3 марта 2013 года ганец дебютировал в матче кубка Швеции против «Умео». Вскоре Амарти провёл первый матч в чемпионате Швеции, выйдя в стартовом составе в матче с Хельсинборгом. Успешная игра ганца привлекла внимание скаутов из немецких клубов «Шальке 04» и «Кайзерслаутерн». Свой первый мяч в Швеции Дэниел забил в финальном матче кубка Швеции против «Гётеборг», сравняв счет ударом головой, однако его команда потерпела поражение в серии пенальти. По итогам сезона 2013 года в Швеции восемнадцатилетний ганец вошёл в 10 лучших игроков по версии газеты «Expressen» и занял 18 место в рейтинге «Aftonbladet». В ноябре 2013 года Дэниел подтвердил информацию о том, что он ведёт переговоры о переходе в английский «Ливерпуль».

### «Копенгаген»
В июле 2014 года было объявлено о трансфере Амарти в датский «Копенгаген». 20 июля 2014 игрок провёл первый матч за новый клуб. 10 дней спустя состоялся дебют Дэниела в еврокубках во встрече квалификации Лиги чемпионов с днепропетровским «Днепром». Во встрече следующего раунда квалификации с леверкузенским «Байером» ганец отметился забитым мячом.

### «Лестер Сити»
22 января 2016 года Амарти перешёл в английский клуб «Лестер Сити», подписав контракт до 2020 года.

### «Бешикташ»
21 июля 2023 года Амарти подписал контракт с клубом Суперлиги «Бешикташ».  
13 сентября 2024 года контракт Амарти с «Бешикташем» был расторгнут по нераскрытой причине.

## Карьера в сборной
Амарти в мае 2012 года провёл свою первую игру за молодёжную сборную Ганы против сверстников из Нигерии. Дэниел был включён в заявку сборной на Кубок африканских наций 2015 в Экваториальной Гвинее. В матче 1 тура групповго этапа состоялся дебют Амарти в футболке сборной Ганы. Игрок провёл весь матч против сборной Сенегала. Стал финалистом Кубка африканских наций 2015 в Экваториальной Гвинее.
14 ноября 2022 года был включён в официальную заявку сборной Ганы для участия в матчах чемпионата мира 2022 года в Катаре. На турнире сыграл в матче против сборной Португалии.

## Достижения
«Копенгаген»
- Обладатель Кубка Дании (2): 2014/15, 2015/16

«Лестер Сити»
- Чемпион Премьер-лиги: 2015/16
- Обладатель Кубка Англии: 2020/21
- Обладатель Суперкубка Англии: 2021

## Статистика

### Матчи за сборную
| №  | Дата            | Оппонент          | Счёт | Голы | Соревнование              |
| -- | --------------- | ----------------- | ---- | ---- | ------------------------- |
| 1  | 19 января 2015  | Сенегал           | 1:2  | —    | Финальные матчи КАН-2015  |
| 2  | 23 января 2015  | Алжир             | 1:0  | —    | Финальные матчи КАН-2015  |
| 3  | 27 января 2015  | ЮАР               | 2:1  | —    | Финальные матчи КАН-2015  |
| 4  | 28 марта 2015   | Сенегал           | 1:2  | —    | Товарищеский матч         |
| 5  | 31 марта 2015   | Мали              | 1:1  | —    | Товарищеский матч         |
| 6  | 14 июня 2015    | Маврикий          | 7:1  | —    | Отборочные матчи КАН-2017 |
| 7  | 5 сентября 2015 | Руанда            | 1:0  | —    | Отборочные матчи КАН-2017 |
| 8  | 17 ноября 2015  | Коморы            | 2:0  | —    | Отборочные матчи ЧМ-2018  |
| 9  | 24 марта 2016   | Мозамбик          | 3:1  | —    | Отборочные матчи КАН-2017 |
| 10 | 3 сентября 2016 | Руанда            | 1:1  | —    | Отборочные матчи КАН-2017 |
| 11 | 7 октября 2016  | Уганда            | 0:0  | —    | Отборочные матчи ЧМ-2018  |
| 12 | 11 октября 2016 | ЮАР               | 1:1  | —    | Товарищеский матч         |
| 13 | 13 ноября 2016  | Египет            | 0:2  | —    | Отборочные матчи ЧМ-2018  |
| 14 | 17 января 2017  | Уганда            | 1:0  | —    | Финальные матчи КАН-2017  |
| 15 | 21 января 2017  | Мали              | 1:0  | —    | Финальные матчи КАН-2017  |
| 16 | 25 января 2017  | Египет            | 0:1  | —    | Финальные матчи КАН-2017  |
| 17 | 29 января 2017  | ДР Конго          | 2:1  | —    | Финальные матчи КАН-2017  |
| 18 | 2 февраля 2017  | Камерун           | 0:2  | —    | Финальные матчи КАН-2017  |
| 19 | 4 февраля 2017  | Буркина-Фасо      | 0:1  | —    | Финальные матчи КАН-2017  |
| 20 | 11 июня 2017    | Эфиопия           | 5:0  | —    | Отборочные матчи КАН-2019 |
| 21 | 1 сентября 2017 | Республика Конго  | 1:1  | —    | Отборочные матчи ЧМ-2018  |
| 22 | 5 сентября 2017 | Республика Конго  | 5:1  | —    | Отборочные матчи ЧМ-2018  |
| 23 | 7 октября 2017  | Уганда            | 0:0  | —    | Отборочные матчи ЧМ-2018  |
| 24 | 10 октября 2017 | Саудовская Аравия | 3:0  | —    | Товарищеский матч         |
| 25 | 12 ноября 2017  | Египет            | 1:1  | —    | Отборочные матчи ЧМ-2018  |

Итого: сыграно матчей: 25 / забито голов: 0; победы: 12, ничьи: 7, поражения: 6.